# Geophis chalybeus
Geophis chalybeus (веракруська земляна змія) — вид змій родини полозових (Colubridae). Ендемік Мексики.

## Поширення і екологія
Веракруські земляні змії мешкають в горах на заході штату Веракрус. Вони живуть в перехідній зоні між гірськими хмарними лісами і сосново-дубовими лісами, на висоті від 1150 до 1800 м над рівнем моря. Відкладають яйця.